# الغليمين (حرارة)
الغليمين هي إحدى مشيخات المملكة المغربية، تتبع جغرافيا لإقليم آسفي وإداريًا لحرارة. يقدر عدد سكانها بـ 6016 نسمة حسب الإحصاء الرسمي للسكان والسكنى لسنة 2004.